# Хесус Марија (Хесус Марија, Агваскалијентес)
Хесус Марија (шп. Jesús María) насеље је у Мексику у савезној држави Агваскалијентес у општини Хесус Марија. Насеље се налази на надморској висини од 1880 м.

## Становништво
Према подацима из 2010. године у насељу је живело 43012 становника.

### Хронологија
| Година       | 2000                  | 2005                  | 2010                  |
| ------------ | --------------------- | --------------------- | --------------------- |
| Становништво | 29150 (14355 / 14795) | 38631 (19005 / 19626) | 43012 (21189 / 21823) |

### Попис
| \| \| м \| \| \| ж \| \| 0—2 \| 1.562 \| \| \| 1.523 \| \| 3—5 \| 1.642 \| \| \| 1.644 \| \| 6—11 \| 3.391 \| \| \| 3.358 \| \| 12—14 \| 1.514 \| \| \| 1.483 \| \| 15—17 \| 1.557 \| \| \| 1.507 \| \| 18—24 \| 2.695 \| \| \| 2.803 \| \| 60+ \| 954 \| \| \| 1.012 \| \| Просек : \| 24,8 \| \| \| 25,5 \| |       |  |  |       |
| |       |  |  |       |
| | м     |  |  | ж     |
| 0—2 | 1.562 |  |  | 1.523 |
| 3—5 | 1.642 |  |  | 1.644 |
| 6—11 | 3.391 |  |  | 3.358 |
| 12—14 | 1.514 |  |  | 1.483 |
| 15—17 | 1.557 |  |  | 1.507 |
| 18—24 | 2.695 |  |  | 2.803 |
| 60+ | 954   |  |  | 1.012 |
| Просек : | 24,8  |  |  | 25,5  |

| #   | Индикатор                                                                                        | Вредност |
| --- | ------------------------------------------------------------------------------------------------ | -------- |
| 1   | Становништво од 0 до 2 године                                                                    | 3085     |
| 2   | Мушко становништво од 0 до 2 године                                                              | 1562     |
| 3   | Женско становништво од 0 до 2 године                                                             | 1523     |
| 4   | Становништво са 3 и више година                                                                  | 39781    |
| 5   | Мушко становништво са 3 и више година                                                            | 19553    |
| 6   | Женско становништво са 3 и више година                                                           | 20228    |
| 7   | Становништво са 5 и више година                                                                  | 37599    |
| 8   | Мушко становништво са 5 и више година                                                            | 18458    |
| 9   | Женско становништво са 5 и више година                                                           | 19141    |
| 10  | Становништво са 12 и више година                                                                 | 29746    |
| 11  | Мушко становништво са 12 и више година                                                           | 14520    |
| 12  | Женско становништво са 12 и више година                                                          | 15226    |
| 13  | Становништво са 15 и више година                                                                 | 26749    |
| 14  | Мушко становништво са 15 и више година                                                           | 13006    |
| 15  | Женско становништво са 15 и више година                                                          | 13743    |
| 16  | Становништво са 18 и више година                                                                 | 23685    |
| 17  | Мушко становништво са 18 и више година                                                           | 11449    |
| 18  | Женско становништво са 18 и више година                                                          | 12236    |
| 19  | Становништво од 3 до 5 година                                                                    | 3286     |
| 20  | Мушко становништво од 3 до 5 година                                                              | 1642     |
| 21  | Женско становништво од 3 до 5 година                                                             | 1644     |
| 22  | Становништво од 6 до 11 година                                                                   | 6749     |
| 23  | Мушко становништво од 6 до 11 година                                                             | 3391     |
| 24  | Женско становништво од 6 до 11 година                                                            | 3358     |
| 25  | Становништво од 8 до 14 година                                                                   | 7553     |
| 26  | Мушко становништво од 8 до 14 година                                                             | 3798     |
| 27  | Женско становништво од 8 до 14 година                                                            | 3755     |
| 28  | Становништво од 12 до 14 година                                                                  | 2997     |
| 29  | Мушко становништво од 12 до 14 година                                                            | 1514     |
| 30  | Женско становништво од 12 до 14 година                                                           | 1483     |
| 31  | Становништво од 15 до 17 година                                                                  | 3064     |
| 32  | Мушко становништво од 15 до 17 година                                                            | 1557     |
| 33  | Женско становништво од 15 до 17 година                                                           | 1507     |
| 34  | Становништво од 18 до 24 године                                                                  | 5498     |
| 35  | Мушко становништво од 18 до 24 године                                                            | 2695     |
| 36  | Женско становништво од 18 до 24 године                                                           | 2803     |
| 37  | Женско становништво од 15 до 49 година                                                           | 11586    |
| 38  | Становништво са 60 и више година                                                                 | 1966     |
| 39  | Мушко становништво са 60 и више година                                                           | 954      |
| 40  | Женско становништво са 60 и више година                                                          | 1012     |
| 41  | Однос између мушкараца и жена                                                                    | 97.09    |
| 42  | Становништво од нуле до 14 година                                                                | 16117    |
| 43  | Становништво од 15 до 64 године                                                                  | 25491    |
| 44  | Становништво од 65 година и више                                                                 | 1258     |
| 45  | Просечан број деце                                                                               | 2.48     |
| 46  | Становништво рођено у ентитету                                                                   | 36647    |
| 47  | Мушко становништво рођено у ентитету                                                             | 18064    |
| 48  | Женско становништво рођено у ентитету                                                            | 18583    |
| 49  | Становништво рођено у другом ентитету                                                            | 5918     |
| 50  | Мушко становништво рођено у другом ентитету                                                      | 2891     |
| 51  | Женско становништво рођено у другом ентитету                                                     | 3027     |
| 52  | Становништво од 5 година и више резидентно у ентитету у јуну 2005. године                        | 36153    |
| 53  | Мушко становништво старосног доба од 5 година и више, резидентно у ентитету у јуну 2005. године  | 17639    |
| 54  | Женско становништво старосног доба од 5 и више година, резидентно у ентитету у јуну 2005. године | 18514    |
| 55  | Становништво од 5 година и више које је живело у другом ентитету у јуну 2005. године             | 825      |
| 56  | Мушко становништво старије од 5 година које је живело у другом ентитету у јуну 2005. године      | 409      |
| 57  | Женско становништво старије од 5 година које је живело у другом ентитету у јуну 2005. године     | 416      |
| 58  | Становништво од 3 године и више које говори аутохтони језик                                      | 83       |
| 59  | Мушко становништво старо 3 године и више које говори аутохтони језик                             | 52       |
| 60  | Женско становништво старо 3 године и више које говори аутохтони језик                            | 31       |
| 61  | Становништво од 3 године и више које говори аутохтони језик и не говори шпански језик            | 0        |
| 62  | Мушко становништво старо 3 године и више које говори аутохтони језик и не говори шпански         | 0        |
| 63  | Женско становништво старо 3 године и више које говори аутохтони језик и не говори шпански језик  | 0        |
| 64  | Становништво старо 3 године и више које говори аутохтони језик и шпански                         | 48       |
| 65  | Мушко становништво старо 3 године и више које говори аутохтони језик и шпански                   | 30       |
| 66  | Женско становништво старо 3 године и више које говори аутохтони језик и шпански                  | 18       |
| 67  | Становништво од 5 година и више које говори аутохтони језик                                      | 81       |
| 68  | Становништво од 5 година и више које говори аутохтони језик и не говори шпански језик            | 0        |
| 69  | Становништво од 5 година и више које говори аутохтони језик и говори шпански језик               | 48       |
| 70  | Становништво у домородачким домаћинствима                                                        | 172      |
| 71  | Становништво са ограничењима у активностима                                                      | 1226     |
| 72  | Становништво са ограниченим ходањем или кретањем, горе или доле                                  | 659      |
| 73  | Становници са ограничењима вида, чак и уз кориштење сочива                                       | 235      |
| 74  | Становништво са ограничењима говора, комуникације или конверзације                               | 147      |
| 75  | Становништво са ограниченим слухом                                                               | 93       |
| 76  | Становништво са ограничењима при одевању, купању или јелу                                        | 49       |
| 77  | Становништво са ограничењима у опажању или учењу једноставних ствари                             | 75       |
| 78  | Становништво са менталним ограничењима                                                           | 177      |
| 79  | Становништво без ограничења активности                                                           | 41162    |
| 80  | Становништво од 3 до 5 година које не похађа школу                                               | 1717     |
| 81  | Мушко становништво од 3 до 5 година које не похађа школу                                         | 851      |
| 82  | Женско становништво од 3 до 5 година које не похађа школу                                        | 866      |
| 83  | Становништво од 6 до 11 година које не похађа школу                                              | 210      |
| 84  | Мушко становништво од 6 до 11 година које не похађа школу                                        | 111      |
| 85  | Женско становништво од 6 до 11 година које не похађа школу                                       | 99       |
| 86  | Становништво од 12 до 14 година које не похађа школу                                             | 409      |
| 87  | Мушко становништво од 12 до 14 година које не похађа школу                                       | 230      |
| 88  | Женско становништво од 12 до 14 година које не похађа школу                                      | 179      |
| 89  | Становништво од 15 до 17 година похађа школу                                                     | 1663     |
| 90  | Мушко становништво од 15 до 17 година похађа школу                                               | 807      |
| 91  | Женско становништво између 15 и 17 година живота у школи                                         | 856      |
| 92  | Становништво од 18 до 24 године похађа школу                                                     | 926      |
| 93  | Мушко становништво од 18 до 24 године похађа школу                                               | 434      |
| 94  | Женско становништво од 18 до 24 године похађа школу                                              | 492      |
| 95  | Становништво од 8 до 14 година које не може да чита и пише                                       | 169      |
| 96  | Мушко становништво старосног доба од 8 до 14 година које не може да чита и пише                  | 99       |
| 97  | Женско становништво старосног доби од 8 до 14 година које не може да чита и пише                 | 70       |
| 98  | Становништво од 15 година и више које је неписмено                                               | 1031     |
| 99  | Мушко становништво од 15 година и више које је неписмено                                         | 472      |
| 100 | Женско становништво од 15 година и више које је неписмено                                        | 559      |
| 101 | Становништво старо 15 и више година без школовања                                                | 1236     |
| 102 | Мушко становништво старо 15 и више година без школовања                                          | 598      |
| 103 | Женско становништво старо 15 и више година без школовања                                         | 638      |
| 104 | Становништво старосног доба 15 и више година са непотпуним основним образовањем                  | 3765     |
| 105 | Мушко становништво старосног доба од 15 година и више са непотпуном основним образовањем         | 1798     |
| 106 | Женско становништво старосног доба 15 и више година са непотпуном основним образовањем           | 1967     |
| 107 | Становништво старо 15 и више година са комплетним основним образовањем                           | 5799     |
| 108 | Мушко становништво старо 15 година и више са комплетним основним образовањем                     | 2775     |
| 109 | Женско становништво старо 15 и више година са комплетним основним образовањем                    | 3024     |
| 110 | Становништво старосног доба 15 и више година са непотпуним средњим образовањем                   | 1890     |
| 111 | Мушко становништво старосног доба од 15 година и више са непотпуним средњим образовањем          | 1083     |
| 112 | Женско становништво старосног доба од 15 година и више са непотпуним средњим образовањем         | 807      |
| 113 | Становништво старо 15 и више година са пуним секундарном образовањем                             | 6789     |
| 114 | Мушко становништво старосног доба од 15 година и више са пуним секундарном образовањем           | 3263     |
| 115 | Женско становништво старосног доба од 15 година и више са пуним секундарном образовањем          | 3526     |
| 116 | Становништво старије од 18 година са постосновним образовањем                                    | 6352     |
| 117 | Мушко становништво старије од 18 година са постосновним образовањем                              | 3069     |
| 118 | Женско становништво старије од 18 година са постосновним образовањем                             | 3283     |
| 119 | Просечна оцена школовања                                                                         | 8.14     |
| 120 | Просечан ниво образовања мушке популације                                                        | 8.15     |
| 121 | Просечан ниво образовања женског становништва                                                    | 8.14     |
| 122 | Економски активно становништво                                                                   | 16730    |
| 123 | Економски активна мушка популација                                                               | 11042    |
| 124 | Економски активна женска популација                                                              | 5688     |
| 125 | Становништво које није економски активно                                                         | 12924    |
| 126 | Мушко становништво које није економски активно                                                   | 3420     |
| 127 | Женско становништво које није економски активно                                                  | 9504     |
| 128 | Запослено становништво                                                                           | 15784    |
| 129 | Запослено мушко становништво                                                                     | 10224    |
| 130 | Запослено женско становништво                                                                    | 5560     |
| 131 | Незапослена популација                                                                           | 946      |
| 132 | Незапослена мушка популација                                                                     | 818      |
| 133 | Незапослена женска популација                                                                    | 128      |
| 134 | Становништво без права на здравствене услуге                                                     | 10337    |
| 135 | Становништво које има право на здравствене услуге                                                | 32448    |
| 136 | Становништво које има право на ИМСС                                                              | 17757    |
| 137 | Становништво које има право на социјално осигурање                                               | 1450     |
| 138 | Становништво које има право на државно социјално осигурање                                       | 46       |
| 139 | Становништво које има право на опште осигурање или здравствено осигурање за нову генерацију      | 12733    |
| 140 | Становништво које је било једном или није било у браку током 12 година и више                    | 11033    |
| 141 | Венчано или уједињено становништво од 12 година и више                                           | 16692    |
| 142 | Становништво које је било у браку или уједињено 12 година и више                                 | 1962     |
| 143 | Становништво са католичком религијом                                                             | 40521    |
| 144 | Протестанти, еванђелисти и библијски следбеници различити од еванђелиста                         | 1597     |
| 145 | Становништво са другим религијама различитим од претходних                                       | 38       |
| 146 | Становништво без религије                                                                        | 528      |
| 147 | Укупно пописаних домаћинства                                                                     | 9251     |
| 148 | Пописна домаћинства на челу са мушкарцима                                                        | 7591     |
| 149 | Пописна домаћинства на челу са женама                                                            | 1660     |
| 150 | Становништво у пописним домаћинствима                                                            | 42847    |
| 151 | Становништво у пописним домаћинствима на челу са мушкарцима                                      | 36500    |
| 152 | Становништво у пописним домаћинствима на челу са женама                                          | 6347     |
| 153 | Укупно домаћинстава                                                                              | 11436    |
| 154 | Укупно насељених домаћинстава                                                                    | 9301     |
| 155 | Укупно приватних кућа                                                                            | 11386    |
| 156 | Насељени приватни домови                                                                         | 9251     |
| 157 | Укупно насељених приватних кућа                                                                  | 9295     |
| 158 | Ненасељене приватне куће                                                                         | 1849     |
| 159 | Појединачна домаћинства за привремену употребу                                                   | 286      |
| 160 | Становници у насељеним приватним кућама                                                          | 42847    |
| 161 | Насељеност станара у приватним становима                                                         | 4.63     |
| 162 | Просечно становника по соби у приватним насељеним домаћинствима                                  | 1.26     |
| 163 | Појединачна домаћинства са подовима од различитих материјала од земље                            | 8896     |
| 164 | Појединачна домаћинства у приземљу                                                               | 319      |
| 165 | Појединачна домаћинства са једном спаваћом собом                                                 | 2587     |
| 166 | Појединачна домаћинства са две спаваће собе и више                                               | 6628     |
| 167 | Појединачна домаћинства са једним собом                                                          | 508      |
| 168 | Појединачна домаћинства са две собе                                                              | 1347     |
| 169 | Појединачна домаћинства са 3 собе и више                                                         | 7344     |
| 170 | Појединачна домаћинства која имају електрично светло                                             | 9149     |
| 171 | Појединачна домаћинства која немају електрично светло                                            | 76       |
| 172 | Појединачна домаћинства која имају водоводну воду у стамбеном простору                           | 9065     |
| 173 | Појединачна домаћинства која немају водоводну воду у стамбеном простору                          | 149      |
| 174 | Појединачна домаћинства која имају тоалет                                                        | 9147     |
| 175 | Појединачна домаћинства која имају канализацију                                                  | 9145     |
| 176 | Појединачна домаћинства која немају канализацију                                                 | 73       |
| 177 | Појединачна домаћинства која имају електрично светло, довод воде из јавне мреже и канализацију   | 8982     |
| 178 | Појединачна домаћинства без икаквих услова                                                       | 56       |
| 179 | Појединачна домаћинства која имају радио                                                         | 8067     |
| 180 | Појединачна домаћинства која имају телевизор                                                     | 8993     |
| 181 | Појединачна домаћинства која имају фрижидер                                                      | 8144     |
| 182 | Појединачна домаћинства која имају машину за веш                                                 | 7201     |
| 183 | Појединачна домаћинства која имају аутомобил или комби                                           | 4831     |
| 184 | Појединачна домаћинства која имају рачунар                                                       | 2280     |
| 185 | Појединачна домаћинства која имају фиксну телефонску линију                                      | 3708     |
| 186 | Појединачна домаћинства која имају мобилни телефон                                               | 6390     |
| 187 | Појединачна домаћинства која имају приступ интернету                                             | 1345     |
| 188 | Величина локације                                                                                | 9        |